# Mini Motorways
Mini Motorways is een puzzelstrategiespel uitgebracht door de Nieuw-Zeelandse studio Dinosaur Polo Club. Het is het vervolg van hun videogame Mini Metro uit 2015. Het spel geeft de speler de opdracht om wegen te maken om gekleurde huizen met gebouwen te verbinden. De game werd uitgebracht op Apple Arcade in september 2019 en op Steam in juli 2021. De release van de game staat ook gepland voor begin 2022 op de Nintendo Switch.

## Het spel
Het spel speelt op dezelfde manier als Mini Metro, zijn voorganger, maar in dit spel gaat het om het bouwen van wegen in plaats van metronetwerken. Het spel bestaat uit het tekenen van wegen om huizen (die auto's bevatten) te verbinden met gebouwen van identieke kleuren (rood naar rood, geel naar geel, enz.). Nieuwe gebouwen en huizen verschijnen willekeurig naarmate het spel vordert. De gebouwen hebben spelden die de auto's van de juiste kleur moeten verzamelen. De score is het aantal pinnen dat is verzameld. Als er te veel pinnen op een gebouw staan (zeven voor vierkante gebouwen en tien voor ronde gebouwen), wordt er een timer ingesteld. Zodra de timer van een gebouw vol is, is het spel afgelopen. Voertuigen die de bestemming bereiken, zullen de voortgang van de timer iets verminderen. Als het aantal pinnen op het gebouw niet groter is dan de capaciteit, zal de timer vanzelf leeglopen. Als de timer volledig is teruggelopen, wordt deze weer opgesplitst in standaardpinnen. Gebouwen met timers krijgen prioriteit voor de voertuigen om ernaar toe te rijden.
Na elke week kan de speler kiezen tussen twee upgrademogelijkheden, waaronder speciale tools. Beide keuzes leveren altijd extra wegtegels op, en één keuze levert altijd een speciaal gereedschap op. Soms is een van de keuzes gewoon wegtegels. Speciale gereedschappen zijn onder meer:
- Bruggen en tunnels - Bouw respectievelijk een weg over water of door een berg. Er wordt er maar één gebruikt voor een stuk weg over een obstakel, hoe lang dat traject ook is.
- Verkeerslichten - Wisselen de verkeersstroom af.
- Rotonde - Een 3x3 cirkel van eenrichtingsweg (er hoeven geen wegtegels te worden aangelegd) om de efficiëntie van een kruispunt te verbeteren.
- Snelweg - Een enkelvoudig stuk weg dat punt A rechtstreeks met punt B verbindt en onderweg alles passeert, met uitzondering van bergen. De speler kan de route van de snelweg verschuiven (zonder de gameplay te beïnvloeden) door het schild te slepen, zodat de speler kan zien wat er zich onder de snelweg afspeelt.

Als een speciaal gereedschap wordt verwijderd, keert het terug naar de inventaris. Verkeerslichten, rotondes en de uiteinden van snelwegen kunnen worden verplaatst zonder ze te verwijderen en opnieuw te plaatsen.

## Beoordelingen
Mini Motorways kreeg over het algemeen positieve recensies. Nathan Reinauer van TouchArcade prees de soundtrack van de game en de minimalistische kunststijl, beide vergelijkbaar met Mini Metro. 
De stoplicht-upgrade werd bekritiseerd vanwege het gebrek aan bruikbaarheid in de gameplay, waardoor het verkeer vaak erger werd.